# Turnover (futebol americano)

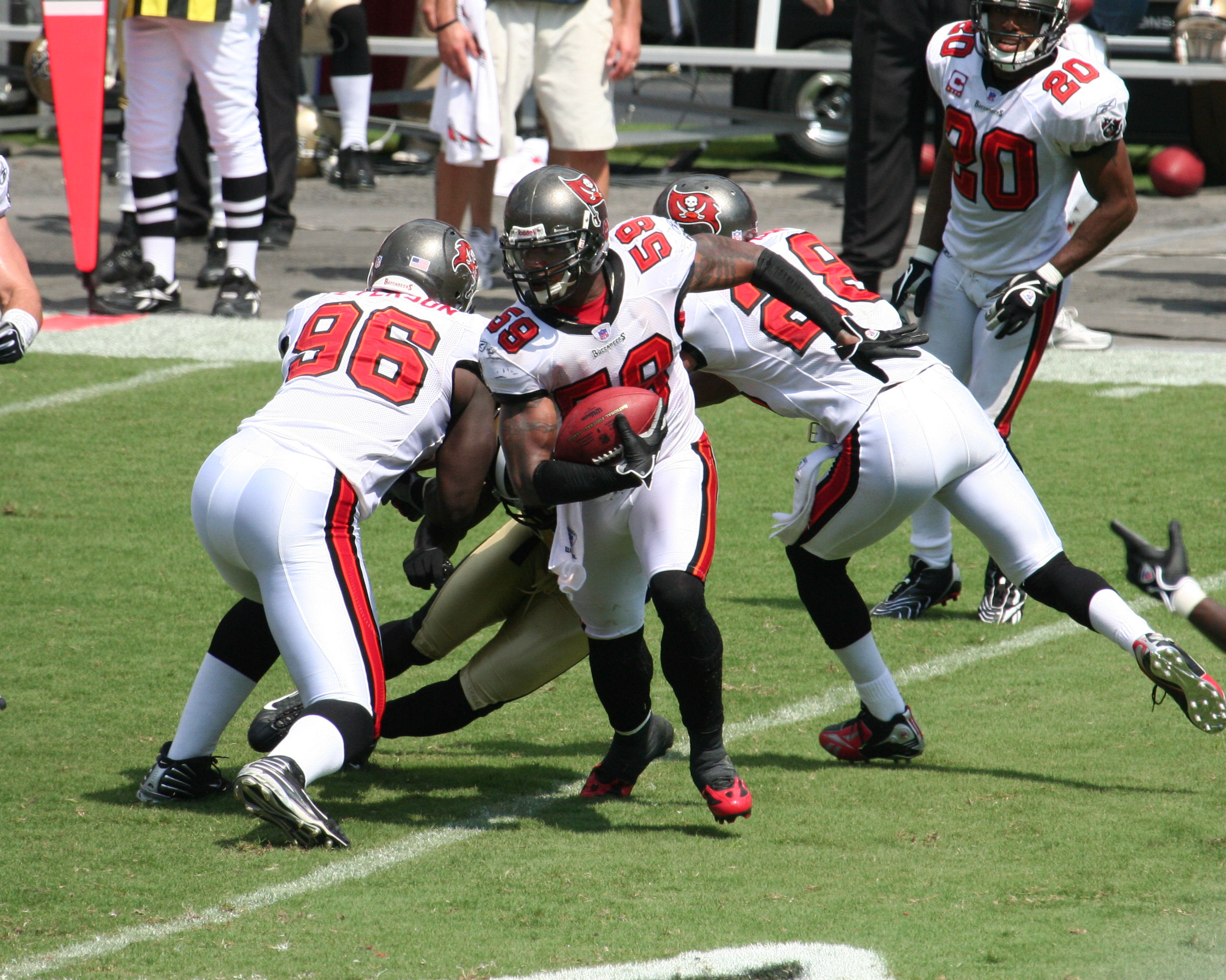
Cato June retornando uma interceptação em 16 de setembro de 2007.

No futebol americano, o termo turnover ocorre quando um time que está com a bola perde a posse da mesma onde a bola passa a ser do time adversário. Dois eventos são oficialmente classificados como "turnovers": fumble e a interceptação.
O termo "turnover" também é referido ao turnover on downs, que é quando um time tenta fazer um first down ou um touchdown em uma situação de quarta decida mas acaba fracassando. Quando isso ocorre o time adversário automaticamente recebe a posse da bola no local onde a última jogada terminou, a não ser que haja uma penalidade que pode favorecer qualquer um dos times. Em algumas situações o treinador pode desafiar a jogada e reverter o fumble se este não aconteceu mas foi marcado pelo árbitro equivocadamente.